# Kleinthalheim
Kleinthalheim ist ein Gemeindeteil der Gemeinde Fraunberg, Landkreis Erding, Oberbayern.

## Lage
Das Dorf liegt rund ein Kilometer westlich von Maria Thalheim. 